# Úpatní tunel

Různé typy tunelů. Číslo jedna představuje úpatní tunel

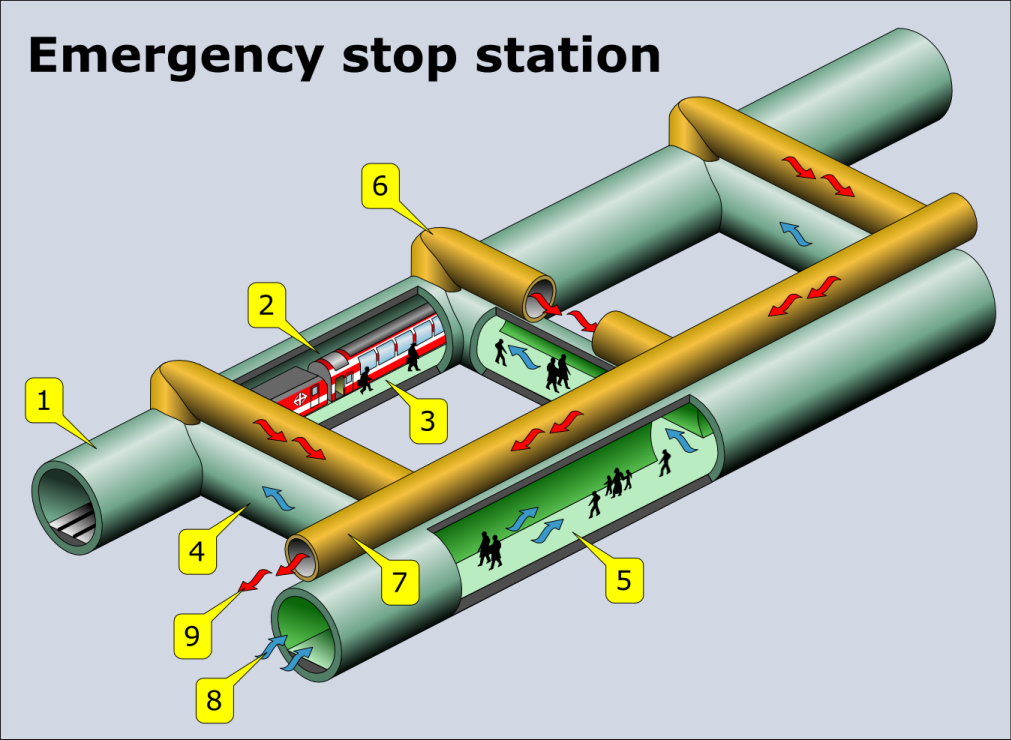
Schematické znázornění běžného způsobu konstrukce úpatních tunelů v Evropě; mají dva tubusy propojené každých několik set metrů, aby v případě nouze byla možná evakuace [obrázek ukazuje evakuační stanici Gotthardského úpatního tunelu, s 57 km nejdelšího železničního tunelu na světě]

Úpatní tunel, či patní tunel, základnový tunel, bázový tunel je tunel (zejména železniční) procházející přes horský masiv v jeho základech, tedy v relativně velmi spodní části masivu.
Zatímco pro tzv. vrcholový tunel je typické, že je ve vyšší části masivu, a proto je relativně krátký a vyžaduje příjezdové rampy, úpatní tunel začíná a končí na úpatí masivu, proto je relativně dlouhý a nemá (delší) příjezdové rampy.
Příkladem mohou být Gotthardský úpatní tunel či úpatní tunel Furka ve Švýcarsku.

## Příklady úpatních tunelů
| Název                     | Délka (km) | Otevření (rok)   |
| ------------------------- | ---------- | ---------------- |
| Brennerský úpatní tunel   | 55         | 2028 (plánováno) |
| Cenerský úpatní tunel     | 15,4       | 2020             |
| Úpatní tunel Furka        | 15,4       | 1982             |
| Gotthardský úpatní tunel  | 57         | 2016             |
| Koralmský tunel           | 32,9       | 2025 (plánováno) |
| Lötschberský úpatní tunel | 34,6       | 2007             |
| Semmerinský úpatní tunel  | 27,3       | 2027 (plánováno) |
| Simplonský tunel          | 19,8       | 1906/1922        |